# Obilić
Obilić (albánul: Obiliq, Kastriot, szerbül: Обилић, Obilić) város és közigazgatási egység, Pristina kerületben. A terület a fővárostól Pristinától északnyugatra fekszik, a Kosovska Mitrovica felé vezető út mentén. Az OSCE és Az ENSZ Menekültügyi Főbiztossága szerint a közigazgatási egységben megközelítőleg 21548 fő él.A közigazgatási egység 19 falut foglal magába.
A közigazgatási egység 1989-ben vált ki Prishtinából.

## Nevének eredete
Obilić város nevét Miloš Obilićről kapta, aki a Rigómezei csata (1389) szerb háborús hőse volt, mivel megölte I. Murád oszmán szultánt. 
2001-ben alkották meg a város albán elnevezését, Kasztrióta György albán fejedelemről, aki az albánok nemzeti hőse. Kasztrióta György a Rigómezei csata (1448) idején élt és támogatta Hunyadi János seregeit, ugyanakkor nem tudott ott lenni a csatamezőn, mert a velenceiek ekkortájt csaptak le Albánia vidékeire. 

## Népesség
A mintegy 21548 fős közigazgatási egységben közel 15000 koszovói albán él. Rajtuk kívül él még itt 2200 koszovói szerb, 350 roma, 300 askali, 70 boszniai szerb és még más népcsoportok is. 
A 2008-as népszámlálás adatai alapján közel 19500 ember élt itt. 

## Gazdaság
A város határában van a Koszovó A szénerőmű és a Koszovó B szénerőmű, melyeket a Belaćevac-szénbánya és a Sibovac-szénbánya lát el fűtőanyaggal.

## Fordítás
Ez a szócikk részben vagy egészben  az   Obilić című angol Wikipédia-szócikk ezen változatának fordításán alapul.  Az eredeti cikk szerkesztőit annak laptörténete sorolja fel. Ez a jelzés csupán a megfogalmazás eredetét és a szerzői jogokat jelzi, nem szolgál a cikkben szereplő információk forrásmegjelöléseként.